# Glam metal
Glam metal je jedna on najpopularnijih vrsta metala i rocka, nastala spajanjem tradicionalnog metala s glam rockom. Glam metal je nekoć bio najpopularniji žanr metala. Najpopularnije grupe tog žanra su Mötley Crüe, W.A.S.P., Twisted Sister, Bon Jovi, Dokken, Quiet Riot, Ratt. Glam metal je bio popularan 1980-ih, do pojave grungea ranih 1990-ih. Još tijekom 80-ih se podijelio na hair metal i sleaze rock.

## Začetci
Veliki utjecaj na žanr imali su glam rock izvođači David Bowie, T. Rex, Sweet, Slade, KISS (kasnije su i sami bili dio te scene), hard rock i heavy metal sastavi AC/DC, Aerosmith, Van Halen, Alice Cooper, Def Leppard, Queen i punk rock sastavi poput Hanoi Rocks, New York Dolls i The Stooges. Bilo je čak i utjecaja iz NWOBHM scene.

## Terminologija
Mnogi izraze glam, hair i pop metal sinonimom za jedan žanr. No, mnogi pop metalom smatraju sastave poput Van Halena, Dokkena, Whitesnake, Def Leppard, itd. Hair metal se često koristi kao pojam koji obuhvaća sve hard/pop rock i metal sastave 80-ih koji su imali sličan stil odijevanja.
Sleaze rock je naziv za sastave siroijeg zvuka i većeg utjecaja bluesa i punka. Žanr se često pripisuje sastave Guns N' Roses, Skid Row, Crashdiet, Hardcore Superstar i mnogi drugi.